# Chlorochaeta delineata
Chlorochaeta delineata är en fjärilsart som beskrevs av W. Warren 1893. Chlorochaeta delineata ingår i släktet Chlorochaeta och familjen mätare. Inga underarter finns listade i Catalogue of Life.